# Rhinoraja longicauda
Rhinoraja longicauda — вид хрящевых рыб семейства Arhynchobatidae отряда скатообразных. Обитают в умеренных водах северо-западной части Тихого океана. Встречаются на глубине до 1000 м. Их крупные, уплощённые грудные плавники образуют округлый диск со треугольным рылом. Откладывают яйца. Максимальная ширина диска 69 см. Не являются объектом целевого промысла.

## Таксономия
Впервые вид был научно описан в 1952 году как Bathyraja longicauda. Видовой эпитет происходит от лат. long — «длинный» и лат. cauda — «хвост». Голотип представляет собой самца длиной 65,5 см, пойманного в водах Хоккайдо, Япония. Некоторые авторы продолжают относить этот вид к роду глубоководных скатов.

## Ареал
Эти скаты обитают в южной части Охотского моря у южных Курильских островов и южного побережья Хоккайдо. Встречаются на глубине 300—1000 м при температуре воды 0—3,2° C.

## Описание
Широкие и плоские грудные плавники этих скатов образуют ромбический диск с широким треугольным рылом и закруглёнными краями. Позади глаз имеются брызгальца. На вентральной стороне диска расположены 5 жаберных щелей, ноздри и рот. Хвост длиннее диска. На хвосте имеются латеральные складки, расположенные на задней половине. У этих скатов 2 спинных плавника и редуцированный хвостовой плавник. Молодняк окрашен в зеленовато-серый цвет, а окраска взрослых особей варьируется от шоколадно-коричневого до серого цвета. Максимальная зарегистрированная длина 104 см.

## Биология
Эти батидемерсальные скаты откладывают яйца, заключённые в роговую капсулу с твёрдыми «рожками». Длина капсул составляет 8,5 см, а ширина 4,3—4,8 см. Эмбрионы питаются исключительно желтком.

## Взаимодействие с человеком
Эти скаты не являются объектом целевого лова. В качестве прилова попадаются при промысле трески и морского ерша. Международный союз охраны природы присвоил виду охранный статус «Вызывающий наименьшие опасения».